# Dieter Rudolf
Dieter Rudolf (* 1. Mai 1952 in Schmitten im Taunus) ist ein ehemaliger deutscher Fußballspieler. 
Dieter Rudolf begann seine Karriere bei Eintracht Frankfurt und wechselte 1973 zum SV Darmstadt 98, mit dem er zweimal in die Bundesliga aufstieg und bei dem er bis zum Juni 1984 blieb. 
Mit seinen 323 Einsätzen gilt er als eine Darmstädter Torwartlegende.
Rudolf ist studierter Nachrichtentechniker und derzeit Geschäftsführer eines Weiterstädter Unternehmens. Im November 2003 scheiterte sein Versuch, das damalige Präsidium des SV Darmstadt 98 zu stürzen und selbst das Präsidentenamt zu übernehmen, am Votum der Vereinsmitglieder. In seinem "Kompetenzteam" war Eckhard Krautzun, ehemaliger Trainer der Lilien, für das Sportmanagement vorgesehen.

## Spielstatistik
| Saison  | Liga          | Mannschaft          | Spiele | Tore |  |
| 1983/84 | 2. Bundesliga | SV Darmstadt 98     | 32     | 0    |  |
| 1982/83 | 2. Bundesliga | SV Darmstadt 98     | 36     | 0    |  |
| 1981/82 | 1. Bundesliga | SV Darmstadt 98     | 24     | 0    |  |
| 1980/81 | 2. Bundesliga | SV Darmstadt 98     | 33     | 0    |  |
| 1979/80 | 2. Bundesliga | SV Darmstadt 98     | 40     | 0    |  |
| 1978/79 | 1. Bundesliga | SV Darmstadt 98     | 34     | 0    |  |
| 1977/78 | 2. Bundesliga | SV Darmstadt 98     | 38     | 0    |  |
| 1976/77 | 2. Bundesliga | SV Darmstadt 98     | 28     | 0    |  |
| 1975/76 | 2. Bundesliga | SV Darmstadt 98     | 24     | 0    |  |
| 1974/75 | 2. Bundesliga | SV Darmstadt 98     | 34     | 0    |  |
| 1970/71 | 1. Bundesliga | Eintracht Frankfurt | 0      | 0    |  |
| Gesamt  | 1. Bundesliga |                     | 58     | 0    |  |
| Gesamt  | 2. Bundesliga |                     | 265    | 0    |  |

| Personendaten    | Personendaten            |
| ---------------- | ------------------------ |
| NAME             | Rudolf, Dieter           |
| KURZBESCHREIBUNG | deutscher Fußballspieler |
| GEBURTSDATUM     | 1. Mai 1952              |
| GEBURTSORT       | Schmitten                |